# Inganno (miniserie televisiva)
Inganno è una miniserie televisiva italiana drammatica romantica diretta da Pappi Corsicato e creata da Teresa Ciabatti, Eleonora Cimpanelli, Flaminia Grassi e Michela Straniero.
La serie, basata sulla miniserie tv inglese Gold Digger, è stata interamente pubblicata su Netflix il 9 ottobre 2024.

## Trama
La sessantenne Gabriella possiede un elegante hotel in Costiera Amalfitana, è divorziata dal marito Mario e vive con il figlio minore Nico in un appartamento privato nell'hotel di sua proprietà. Gli altri suoi due figli, Stefano e Giulia, ormai sono grandi e la vita scorre tranquilla, fino al giorno in cui incontra Elia: un ragazzo dotato di un indiscutibile fascino e dal passato oscuro e che esercita su di lei una attrazione irresistibile. Grazie a lui, Gabriella riscopre il suo lato femminile e, per amore verso il ragazzo, metterà a rischio seriamente i suoi equilibri familiari.

## Personaggi e interpreti
- Gabriella De Rosa, interpretata da Monica Guerritore, una ricca sessantenne proprietaria d'hotel.
- Elia Marini, interpretato da Giacomo Gianniotti, giovane e discusso compagno di Gabriella.
- Stefano Vasari, interpretato da Emanuel Caserio, figlio maggiore di Gabriella che lavora come avvocato.
- Giulia Vasari, interpretata da Dharma Mangia Woods, figlia di Gabriella che fa la influencer.
- Nico Vasari, interpretato da Francesco Del Gaudio, figlio minore di Gabriella.
- Marina Serra, interpretata da Denise Capezza, fidanzata segreta di Elia.
- Delia, interpretata da Fabrizia Sacchi, seconda moglie di Mario e avvocato di Elia.
- Madre di Elia, interpretata da Sandra Ceccarelli.
- Mario Vasari, interpretato da Geppy Gleijeses, ex marito di Gabriella.
- Anna, interpretata da Raffaella Rea, segretaria di Stefano.
- Giuseppe Scotto, interpretato da Antonio Ferrante, direttore dell’hotel.
- Mattia, interpretato da Gabriele Stella, agente di polizia e amante di Stefano.

## Episodi
| Stagione       | Episodi | Pubblicazione Italia |
| -------------- | ------- | -------------------- |
| Prima stagione | 6       | 2024                 |

## Produzione
Le riprese della serie sono state girate fra la costiera amalfitana, quella sorrentina e la città di Napoli. Villa Astor a Sorrento ha fatto da ambientazione per l'elegante albergo posseduto dalla protagonista della serie.

## Riconoscimenti
- Nastri d'argento - Grandi Serie
  - 2025 – Nastro d'argento Speciale - Protagonisti dell'anno a Monica Guerritore[4]